# Мария фон Насау-Диленбург (1418–1472)
Вижте пояснителната страница за други личности с името Мария фон Насау.
Мария фон Насау-Диленбург (на немски: Maria von Nassau-Dillenburg; * 2 февруари 1418; † 11 октомври 1472) е графиня от Насау-Диленбург и чрез женитба графиня на Насау-Висбаден-Идщайн.

## Произход
Тя е дъщеря на граф Енгелберт I фон Насау (ок. 1380 – 1442) и съпругата му Йохана фон Поланен-Васенаер (1392 – 1445), дъщеря наследничка на Йохан III (V) фон Поланен–Васенаер (* ок. 1340 – 1394), господар на Бреда и Поланен в Графство Холандия, и графиня Маргарета Отилия (Ода) Йохана фон Салм-Оберсалм (ок. 1370 – 1428).

## Фамилия
Мария се омъжва на 17 юни 1437 г. за граф Йохан II фон Насау-Висбаден-Идщайн (* 1419; † 9 май 1480). Те имат децата:
- Мария (1438 – 1480), омъжена за граф Лудвиг II фон Изенбург-Бюдинген (1422 – 1511), син на граф Дитер I фон Изенбург-Бюдинген и Елизабет фон Золмс-Браунфелс, дъщеря на граф Ото I фон Золмс-Браунфелс
- Йохан († 27 февруари 1482)
- Маргарета († 1486)
- Анна (ок. 1440 – 1480), омъжена на 1 януари 1464 г. за граф Ото II фон Золмс-Браунфелс (1426 – 1504), син на граф Бернхард II фон Золмс-Браунфелс и Елизабет фон Изенбург-Бюдинген
- Адолф III (1443 – 1511), граф на Насау-Висбаден, женен за Маргарета фон Ханау-Лихтенберг (1463 – 1504), дъщеря на граф Филип I фон Ханау-Лихтенберг и Анна фон Лихтенберг
- Берта (* 1446)
- Енгелберт (1448 – 1508)
- Филип (1450 – 1509), граф на Насау-Идщайн, женен за пфалцграфиня Маргарета при Рейн-Цвайбрюкен (1456 – 1527), дъщеря на пфалцграф Лудвиг I фон Цвайбрюкен-Велденц и Жана де Крой
- Анна